# Asperula glomerata
Asperula glomerata är en måreväxtart som först beskrevs av Friedrich August Marschall von Bieberstein, och fick sitt nu gällande namn av August Heinrich Rudolf Grisebach. Asperula glomerata ingår i släktet färgmåror, och familjen måreväxter.

## Underarter
Arten delas in i följande underarter:
- A. g. afghanica
- A. g. azerbaijanica
- A. g. bijarensis
- A. g. bracteata
- A. g. condensata
- A. g. dasycarpa
- A. g. eriantha
- A. g. filiformis
- A. g. glomerata
- A. g. hirsutiuscula
- A. g. pamirica
- A. g. turcomanica